# QF 12 pounder 18 cwt naval gun
Die QF 12 pounder 18 cwt naval gun war ein 1906 bei der Royal Navy eingeführtes und bis zur Mitte 1920er-Jahre genutztes Schiffsgeschütz des Kalibers 3 inch (76 mm). Dabei steht QF für Quick Fire (Schnellfeuergeschütz), 12 pounder für das Geschossgewicht, 18 cwt für das Gewicht von Rohr und Verschluss (zur Unterscheidung von anderen Zwölfpfündern) und naval gun (Schiffsgeschütz) für den primären Einsatzzweck. (Die Bezeichnung britischer Geschütze zum Zeitpunkt der Konstruktion war nicht einheitlich, sie wurden nach dem Geschossgewicht, dem Gewicht des Geschützes oder dem Kaliber bezeichnet). Die Kanone wurde von Elswick entwickelt und produziert.

## Konstruktion
Die Kanone war ein Hinterlader. Das Geschütz verfügte über eine hydraulische Rohrbremse unterhalb des Rohres, was den platzsparenden Aufbau auf Kriegsschiffen erst möglich machte. Auf Kriegsschiffen wurde die Kanone auf einer Pivotlafette montiert.
Bei der verwendete Munition wurden Treibladung und Granate getrennt geladen. Die Treibladung mit Anzündvorrichtung befand sich in einer Messingkartusche und wurde nach der Granate in das Rohr eingeführt. Diese Art von Munition wurde als Separate loading QF bezeichnet. Dies erlaubte eine höhere Kadenz als bei den herkömmlichen Hinterladern (BL – breech loading), bei denen Geschoss, Treibladungsbeutel und Anzündvorrichtung separat geladen werden mussten. Gegenüber patronierter Munition (Granate und Treibladung befinden sich in einer Patrone und werden zusammen geladen) war die Kadenz jedoch geringer.
Das Geschütz verschoss die gleichen Granaten mit einem Gewicht von 5,67 kg (12,5 lb) wie die übrigen britischen 12-pounder, allerdings war die Kartusche länger und konnte damit eine größere Treibladung aufnehmen. Die Mündungsgeschwindigkeit und damit die effektive Reichweite waren höher (die höhere Kampfentfernung der QF 12 pounder 12 cwt naval gun beruht auf der unterschiedlichen Lafettierung, die eine Rohrerhöhung von 40° möglich machte).

## Einsatz

### Royal Navy

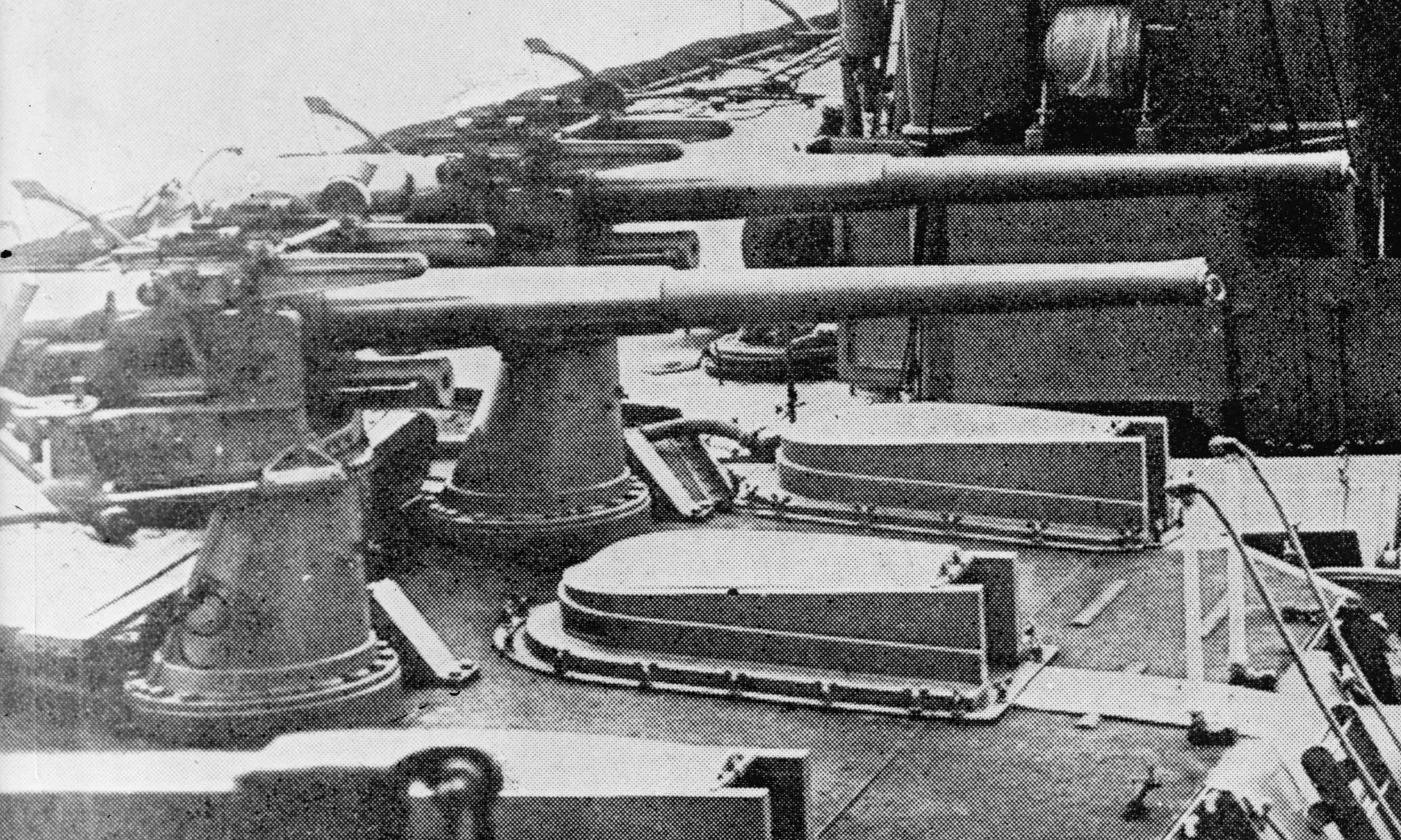
Zwei Kanonen auf dem Turm X der Dreadnought

Das Geschütz kam bei der Royal Navy auf größeren Einheiten, im Regelfall Schlachtschiffen, zur Abwehr von Torpedobooten zum Einsatz. Im Einzelnen wurden folgende Schiffe bzw. Schiffsklassen mit Kanonen dieses Typs ausgerüstet:
- das Schlachtschiff Dreadnought, 1906
- die Schlachtschiffe Britannia, Africa, Hibernia (King-Edward-VII-Klasse), 1906/1907
- die Schlachtschiffe der Lord-Nelson-Klasse, 1908
- die Panzerkreuzer der Minotaur-Klasse, 1908/1909
- die U-Boote der E-Klasse, 1912/1916

### Erster Weltkrieg

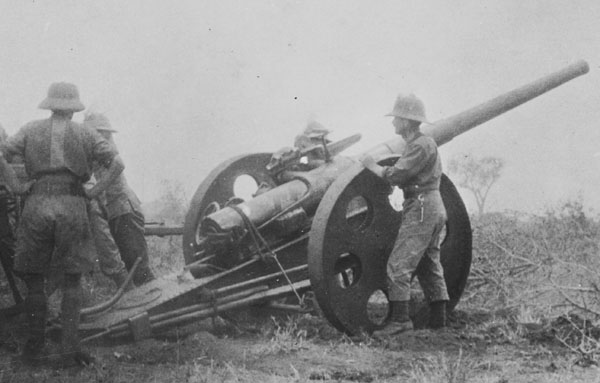
Einsatz in Ostafrika, 1916

Zu Beginn des Ersten Weltkrieges litt die British Army unter einem empfindlichen Mangel an schwerer Feldartillerie. Daher kamen vielfältige improvisierte Lösungen zum Einsatz. Vier der Geschütze wurden ab dem 10. September 1916 in Ostafrika eingesetzt. Aus ihnen wurde die 9. Feldbatterie (9th Field Battery) gebildet, die Bedienungen wurden von den Royal Marines gestellt. Die Geschütze wurden zunächst von Ochsen, später von Napier-Zugmaschinen gezogen. Der Einsatz endete im September 1916.